# E-Pro
««E-Pro»» es la canción de apertura del álbum Guero, lanzado en 2005 por el músico estadounidense Beck. Fue publicada como el primer sencillo del álbum en marzo de 2005. La canción fue el segundo número #1 de Beck en el Modern Rock chart y la primera en once años. Beck utiliza la pista de ritmo de la canción "So What'cha Want", de los Beastie Boys, como sample para "E-Pro". Estas dos canciones aparecen en el videojuego Rock Band 2.

## Video musical
El video musical surrealista para la canción fue creado por Shynola. Está situado en un entorno de estructura metálica de animación por ordenador, donde Beck se levanta de una tumba y desentierra un perro, sólo para ser perseguido por zombis esqueléticas. Se escapa en lo que parece ser una bicicleta, las ruedas de las cuales se convierten en sus piernas y empieza a escalar edificios. Cerca de la mitad del vídeo, su cabeza es arrancada y es lavada en una lavadora. Cerca del final Beck se ve huyendo de una calavera gigante formada por la puerta del cementerio y lápidas. Comienza a saltar encima de una serie de notas musicales, finalmente tambalea abruptamente en la última ya que la canción corta y el vídeo se desvanece a negro. Posteriormente, el video fue nominado por "mejor video musical" en los premios Arias Awards de 2005.

## Lista de canciones

### CD
1. «E-Pro» – 3:25
2. «Venom Confection» ("E-Pro" remix by Green, Music & Gold) – 3:05
3. «Ghost Range» ("E-Pro" remix by Homelife) – 4:26
4. «E-Pro» (video)

### 7"
1. «E-Pro»
2. «Bad Cartridge» ("E-Pro" remix by Paza)

## Posicionamiento en listas
| Lista (2005)                            | Mejor posición |
| --------------------------------------- | -------------- |
| Estados Unidos (Billboard Hot 100)      | 65             |
| Estados Unidos (Modern Rock Tracks)     | 1              |
| Estados Unidos (Mainstream Rock Tracks) | 31             |
| Estados Unidos (Pop 100)                | 56             |
| Italia (FIMI)                           | 54             |
| Reino Unido (UK Singles Chart)          | 38             |

### Sucesión en listas
| Anterior: «Boulevard of Broken Dreams» de Green Day | Billboard Modern Rock Tracks — Sencillo Nro 1 2 de abril de 2005 | Siguiente: «Be Yourself» de Audioslave |